# SN 2000ap
SN 2000ap – supernowa odkryta 3 marca 2000 roku w galaktyce A140923-0035. W momencie odkrycia miała maksymalną jasność 20,00m.